# Bahnhof Amsterdam Amstel

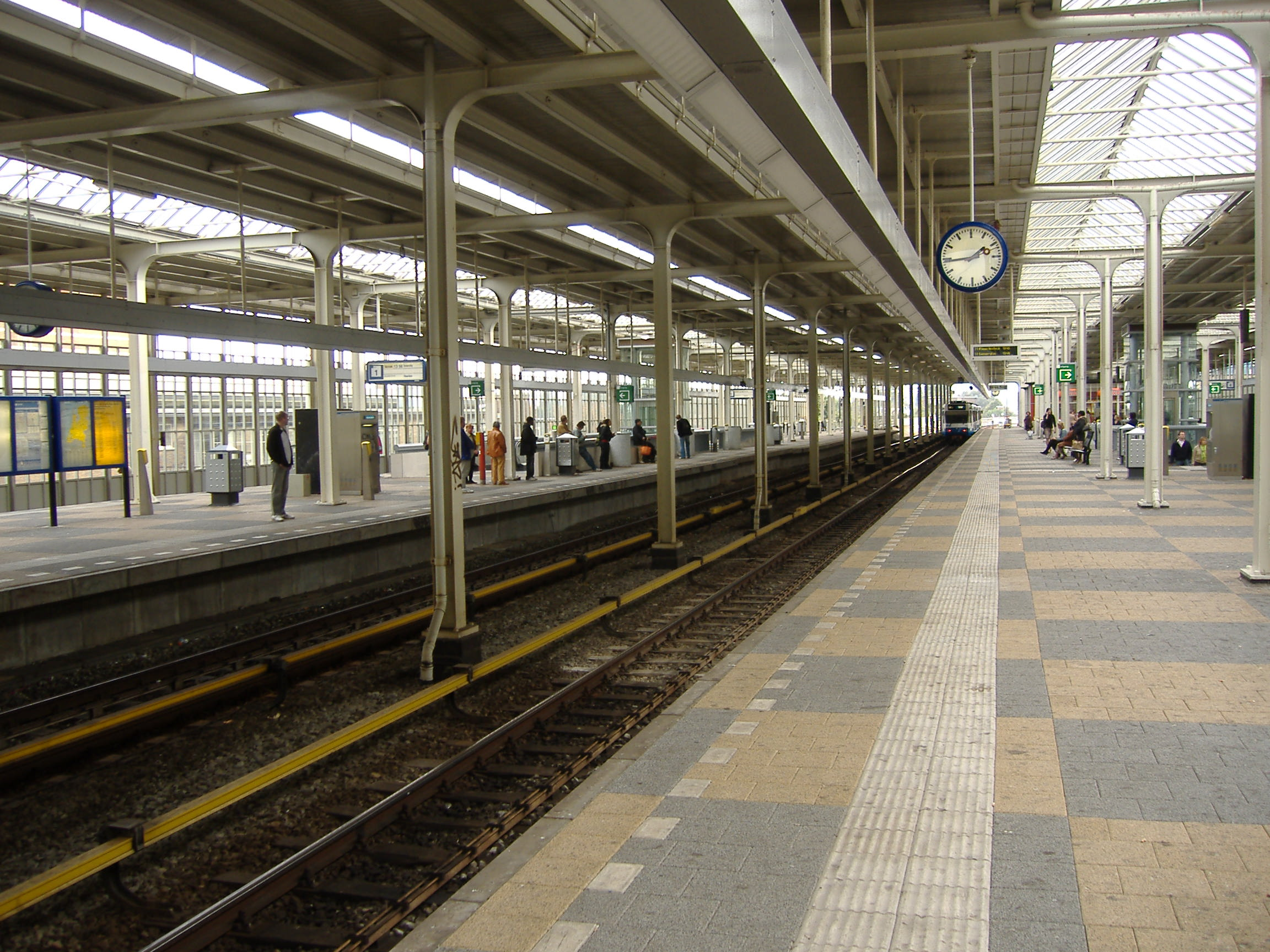
Auf der linken Seite der Bahnsteig für den Nah- und Fernverkehr, auf der rechten Seite der Metro

Der Bahnhof Amsterdam Amstel ist ein Durchgangsbahnhof der niederländischen Bahngesellschaft NS im Südosten der niederländischen Hauptstadt Amsterdam. Die Station wird von Zügen des Fern- und Nahverkehr und der Amsterdamer Metro bedient. Täglich steigen hier 26.593 Passagiere (2024) ein und aus.

## Geschichte
Der Bahnhof wurde mit Inbetriebnahme des Abschnitts Amsterdam Centraal-Amsterdam Weesperpoort der Bahnstrecke Amsterdam–Arnheim am 15. Oktober 1939 eröffnet. An der Stelle des Bahnhofs befand sich bis 1939, der Endhaltepunkt der Bahnstrecke unter dem Namen Weesperpoort, welcher 1843 eröffnet wurde. Seit Eröffnung des ersten Teilstückes der Metro im Oktober 1977, verkehren die Linie 51, 53 und 54 über die Station. Ebenfalls hält seit Oktober 1977 die Linie 12 der Amsterdamer Straßenbahn an der ebenerdigen Haltestelle des Bahnhofs.

## Lage
Die Station befindet sich etwa vier Kilometer südlich des Amsterdamer Hauptbahnhof. Er liegt parallel zum gleichnamigen Fluss Amstel, im Stadtbezirk Amsterdam-Oost.

## Bahnhof
Der Bahnhof ist ein Durchgangsbahnhof, welcher vier Gleise an zwei Mittelbahnsteigen beherbergt. An den beiden äußeren Gleisen halten die Nah- und Fernzüge, die Metrolinien 51, 53 und 54 halten an den zwei Gleisen in der Mitte des Bahnhofs.

## Planungen
Das Bahnhofsgebiet soll bis 2023 umgebaut und erneuert werden. Die Auftraggeber, die Gemeinde Amsterdam, die Nederlandse Spoorwegen, ProRail und die Vervoerregio Amsterdam, planen die Neueinrichtung, um dem Verkehrsaufkommen von Fußgängern, Radfahrern, Autos, Bussen, Straßenbahnen und Zügen entgegenzuwirken. Ziel ist eine verbesserte Verknüpfung der unterschiedlichen Verkehrsmittel. Im Gleisbereich soll der erste Bahnsteig zugänglicher werden, indem eine neue Trappe errichtet wird. Des Weiteren sollen das Mobiliar sowie die Fahrgastinformationsanzeigen erneuert werden. Im Bahnhofsgebäude sollen die Halle sowie einige Ladenlokale renoviert werden und zudem soll eine zusätzliche Treppe zur Fahrradstation angelegt werden. Die an der Ostseite befindliche, unterirdische Fahrradstation soll vergrößert werden, während weitere Fahrradständer an der Westseite des Bahnhofes platziert werden sollen. In naher Umgebung des Bahnhofes sollen die Straßen zusammengefügt, die Straßenbahnspur verlegt und Tiefgaragen gebaut werden, sodass der Bahnhofsvorplatz mehr Platz bietet. Dort sollen die Wege für Fußgänger und Radfahrer verbessert werden. Außerdem konnte im Jahr 2018 der Bau des neuen Busbahnhofes und der Straßenbahnhaltestelle fertiggestellt werden.[veraltet]

## Streckenverbindungen
Im Jahresfahrplan 2022 bedienen folgende Linien den Bahnhof Amsterdam Amstel:
| Zugtyp    | Linienverlauf | Frequenz |
| --------- | --- | --- |
| Intercity | Maastricht – Sittard – Roermond – Eindhoven Centraal – ’s-Hertogenbosch – Utrecht Centraal – Amsterdam Amstel – Amsterdam Centraal – Alkmaar (– Schagen – Den Helder) | halbstündlich (fährt nicht abends; fährt nur in der HVZ über Schagen nach Den Helder)                          |
| Intercity | Enkhuizen – Hoorn – Amsterdam Centraal – Amsterdam Amstel – Utrecht Centraal – ’s-Hertogenbosch – Eindhoven Centraal – Roermond – Maastricht                          | halbstündlich (fährt nur abends und sonntagmorgens)                                                            |
| Intercity | Nijmegen – Arnhem Centraal – Ede-Wageningen – Utrecht Centraal – Amsterdam Amstel – Amsterdam Centraal – Alkmaar – Den Helder                                         | halbstündlich                                                                                                  |
| Intercity | Enkhuizen – Hoorn – Amsterdam Centraal – Amsterdam Amstel – Utrecht Centraal – ’s-Hertogenbosch – Eindhoven Centraal (– Heerlen)                                      | halbstündlich (fährt frühmorgens und abends stündlich zwischen Sittard und Heerlen)                            |
| Sprinter  | Uitgeest – Zaandam – Amsterdam Centraal – Amsterdam Amstel – Breukelen – Woerden – Gouda – Rotterdam Centraal                                                         | halbstündlich                                                                                                  |
| Sprinter  | Uitgeest – Zaandam – Amsterdam Centraal – Amsterdam Amstel – Breukelen – Utrecht Centraal – Driebergen-Zeist (– Veenendaal Centrum)                                   | halbstündlich (fährt nicht nach 20 Uhr; fährt nur in der HVZ zwischen Driebergen-Zeist und Veenendaal Centrum) |
| Metro     | M51: Centraal Station – Amstel – Spaklerweg – Overamstel – Zuid – Isolatorweg                                                                                         | zehnminütig |
| Metro     | M53: Centraal Station – Amstel – Spaklerweg – Van der Madeweg – Diemen Zuid – Gaasperplas                                                                             | zehnminütig |
| Metro     | M54: Centraal Station – Amstel – Spaklerweg – Van der Madeweg – Bijlmer ArenA – Gein                                                                                  | zehnminütig |